# Elizabeth Daily
Elizabeth Ann Guttman (ur. 11 września 1961 w Los Angeles, Kalifornia) – amerykańska aktorka filmowa, dubbingowa oraz piosenkarka, znana jako Elizabeth Daily lub E.G. Daily.
Najbardziej kojarzona jako głos Tommy’ego Picklesa z serialu animowanego Pełzaki oraz spin-offu All Grown Up!, Brawurki z serialu animowanego Atomówki oraz Rudego z serialu animowanego Kredonia.
W 1985 roku wydała album „Wild Child”, z którego pochodzą jej najbardziej znane utwory: „Say It, Say It” oraz „Love In The Shadows”.

## Wybrana filmografia

### Filmy
- 2016: 31 jako Sex-Head
- 2005: Bękarty diabła jako Candy
- 1989: Kochaś jako Linda
- 1985: Fandango jako Judy
- 1984: Ulice w ogniu jako Baby Doll

i inne

### Dubbing
- Pełzaki – Tommy Pickles
- Atomówki – Brawurka
- Mała księga dżungli – Bagheera
- Kacza paczka – Zyzio
- Kredonia – Rudy Tabootie
- All Grown Up! – Tommy Pickles
- Pełzaki szaleją – Tommy Pickles
- Pełzaki w Paryżu – Tommy Pickles
- Pełzaki: Gdzie jest bobas? – Tommy Pickles
- Babe: Świnka w mieście – Babe

i inne